# Ново Село Бегово
Ново Село Бегово (алб. Begaj) је насеље у општини Вучитрн на Косову и Метохији. Према попису становништва на Косову 2011. године, село је имало 1.261 становника, већину становништва чине албанци.

## Географија
Село је у подножју Копаоника, у равници, на реци Трстенки, на 1200 м североисточно од Вучитрна. Збијеног је типа. На махале се не дели.

## Историја
Село је основано око 1800. као чифлик „вучитрнског бега“, па му отуда и име Ново Село и атрибут Бегово. Срби нису имали своја гробља у селу, већ су се због близине Вучитрна, још од оснивања села укопавали у вучитрнском гробљу.

## Порекло становништва по родовима
Српски родови
- Дробњаци (6 к., Ђурђевдан). Преселили се из Слаковца око 1800. Оснивачи су чифлика Ахмет-бега, тадашњег властодршца вучитрнске околине. Даља им је старина у Пресекама (Ст. Колашин), а још даља у Дробњацима, како им и име каже. Појасеви у 1935. од пресељења из Слаковца: Рака, Милован, Јеремије, Миленко, Милан (54 година). Чифчије су били до претка Јеремије, који је купио земљу од бега.
- Ђинчићи (5 к., Ђурђиц). Непознатог су порекла. Предак им „скитао“ по Косову као слуга, док се опет као слуга, није запослио на чифлику. Досељени су после Дробњака, па су доцније, и они купили земљу од бега.
- Родичићи (3 к., Митровдан). Премештени су средином 19. века из рода Родичића у Новом Селу (на Грачанки) у Ново Село Бегово. Појасеви у 1935. од премештања: Дима, Младен, Трајко (65 година).

Арбанашки родови
- Буњаци (10 к.), од фиса Краснића. Постали од претка кога је бег при оснивању чифлика поставио за надзорника имања. Неки су после од њих отишли у Топлицу; одакле су по њеном ослобођењу дошли као мухаџири. Мухаџирских кућа овог рода је 8, а само су две куће које нису „мрдале“.
- Исеновић (1 к.), од фиса Гаша. Доселио се 1878. као мухаџир из Арбанасца (Топлица) у Пестово, одакле се у Ново Село Бегово преселио око 1905.

## Демографија
| Демографија | Демографија | Демографија |
| Година      | Становника  | Становника  |
| ----------- | ----------- | ----------- |
| 1948.       | 229         |             |
| 1953.       | 267         |             |
| 1961.       | 315         |             |
| 1971.       | 592         |             |
| 1981.       | 792         |             |
| 1991.       | 1.026       |             |
| 2011.       | 1.261       |             |